# Семидесятное
Семидесятное — село в Хохольском районе Воронежской области.
Административный центр Семидесятского сельского поселения.

## География
Село Семидесятное находится на расстоянии от г. Воронежа 75 км

### Улицы
| - ул. 9 Января - ул. Аси Тарковой - ул. Бабенко - ул. Будённого - ул. Ворошилова - ул. И. Степановой - ул. Калинина - ул. Кирова - ул. Кольцовская | - ул. Московская - ул. Никитина - ул. Парижской Коммуны - ул. Первомайская - ул. Пушкина - ул. Советская - ул. Солдатская - ул. Труда |

## История
Село было образовано в 1667 году. Село основано государственными, служивыми людьми. Это русские, которые служили в ту пору на окраине русских границ. И в награду за верную службу получали земельные участки и право на освоение и застройку земли. Тогда из Костенска сюда направили 70 семей драгун, «Елисея Сушкова со товарищи». Отсюда и название семьдесятков, семьдисятка, семидесятное.
В 1671 году к городу Костёнск относились 3 деревни - Никольская, Яблочная, Семидесятное. Входило в состав Костёнского уезда и Нижнедевицкого уезда. Центр Семидесятской волости.
В 1789 году в селе Семидесятное была построена каменная Архангельская церковь.
В 1900 году в селе имелись одно общественное здание, земская школа, церковно-приходская школа, 47 ветряных мельниц, 4 рушки, 15 мелочных лавок, 3 винные лавки.
С июля 1942 года по январь 1943 года село Семидесятное было оккупировано немецко-фашистскими войсками. 
3 июля 1942 г. в Семидесятном были созданы три концлагеря, "немецко-мадьярскими войсками согнаны были военнопленные красноармейцы и гражданское население до 7000 человек, из них большинство мирного населения, женщин, стариков и детей", при этом заключенных морили голодом, а при попытке жителей села передать им пищу, "немецко-мадьярские часовые не допускали и избивали". Кроме того, по показаниям очевидцев, в окрестностях Семичастного были расстреляны сотни красноармейцев и мирных граждан, эвакуированных из Воронежа. "Установлено, что виновниками зверских издевательств и расстрелов красноармейцев и мирных жителей были немецко-мадьярские офицеры и солдаты, в частности, комендант мадьяр Сикуни".
Во время войны село освобождала 232-я стрелковая дивизия.
В настоящее время здесь имеются сельскохозяйственное предприятие, средняя школа, Дом культуры, амбулатория, почтовое отделение.

## Известные уроженцы
- Башкатов, Егор Иванович (1879–1933) – советский серийный убийца и грабитель, организатор банды.

## Население
| 1859 | 1897  | 2010 | 2012 | 2013 | 2014 | 2015 |
| ---- | ----- | ---- | ---- | ---- | ---- | ---- |
| 4891 | ↗6789 | ↘770 | ↘734 | ↘709 | ↘671 | ↘655 |
| 2016 | 2017  | 2018 |      |      |      |      |
| ↘643 | ↗659  | ↗682 |      |      |      |      |